# Acuario de Rodas
El Acuario de Rodas  es un centro de investigación, un acuario y un museo en Rodas, Grecia. Fue construido en la década de 1930, cuando la isla estaba bajo el dominio italiano.
El edificio de diseño art déco fue concebido por el arquitecto italiano Armando Bernabiti, fue construido entre 1934 y 1935. Primero fue nombrado el Reale Istituto di Ricerce Biologiche di Rodi (Real Instituto de Investigaciones Biológicas de Rodas). En 1945, cuando el control italiano terminó, pasó a llamarse el "Instituto Hidrobiológico Helenico". Ahora es conocido como la Estación Hidrobiológica de la estación de Rodas. Lleva a cabo investigaciones sobre la oceanografía de las islas del Dodecaneso. Es administrado por el Centro Nacional de Investigación Marina.